# استان آتو مایور
استان آتو مایور (به لاتین: Hato Mayor Province) یک استان در جمهوری دومینیکن است.
مساحت این استان ۱٬۳۲۹٫۲۹ کیلومتر مربع و جمعیت آن در سال ۲۰۱۴ میلادی ۱۰۳٬۰۳۲ نفر می‌باشد.